# میلیره (ناحیه تاخوف)
میلیره (به چکی: Milíře) یک منطقهٔ مسکونی در جمهوری چک است که در ناحیه تاخوو واقع شده‌است.